# Sukhi Yaly (rivière)
Pour les articles homonymes, voir Sukhi Yaly.
Sukhi Yaly est une rivière de l'ouest de l'oblast de Donetsk en Ukraine. Depuis sa source près de la ville de Syhnalne, il coule à peu près vers le nord-ouest jusqu'à sa confluence avec la rivière Vovcha. La Vovcha se jette ensuite dans le Dniepr, faisant de Sukhi Yaly une partie du système du bassin du Dniepr.

## Histoire
Depuis 2024, pendant la guerre russo-ukrainienne, l'armée russe avance le  le long de la rivière.

## Géographie
De la source à l'embouchure, la rivière traverse les localités suivantes : Novomykhailivka, Paraskoviivka, Kostiantynivka, Antonivka (uk), Katerynivka, Illinka, Yelyzavetivka (uk), Romanivka, Hannivka, Veselyi Hai, Uspenivka, Kostiantinopolske, Yantarne, Sukhi Yaly, Zelenivka, Ulakly et Kostiantynopil (uk).